# Cité Bergère
La cité Bergère est une voie du 9e arrondissement de Paris, en France.

## Situation et accès
La cité Bergère est une voie située dans le 9e arrondissement de Paris. Elle débute au 6, rue du Faubourg-Montmartre et se termine au 23, rue Bergère.

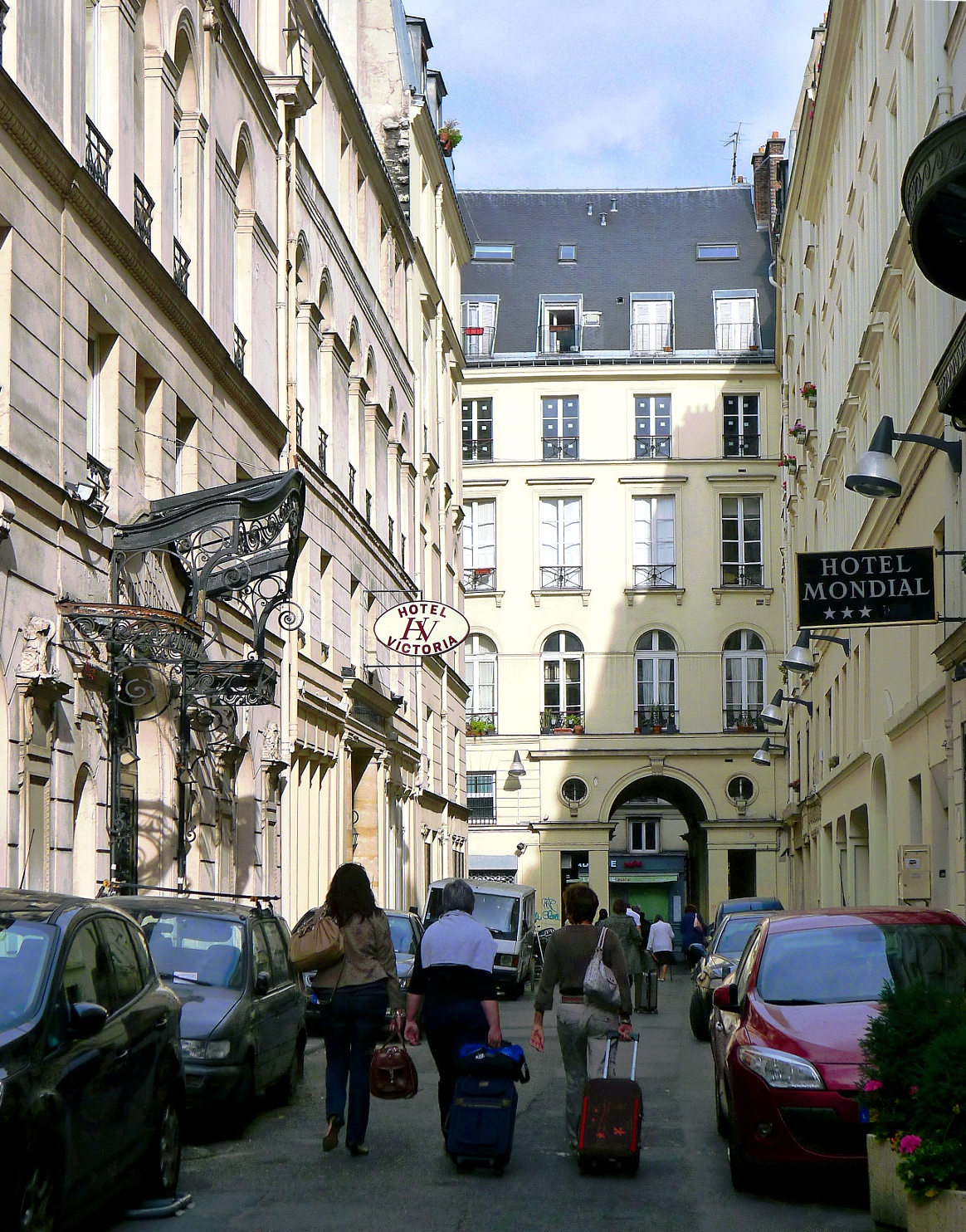
Ruelle, côté rue du Faubourg-Montmartre.
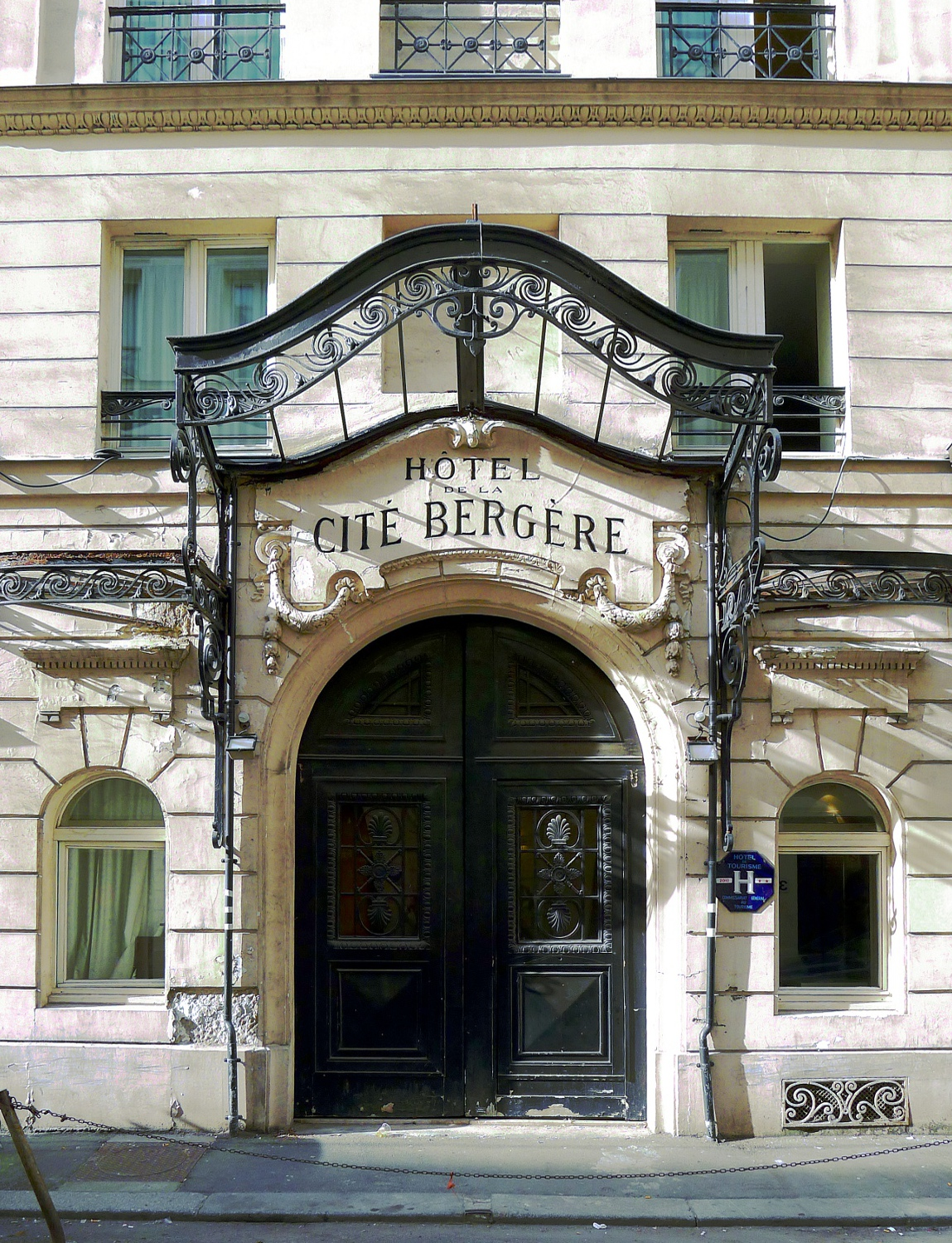
Porche Art nouveau d'un hôtel.
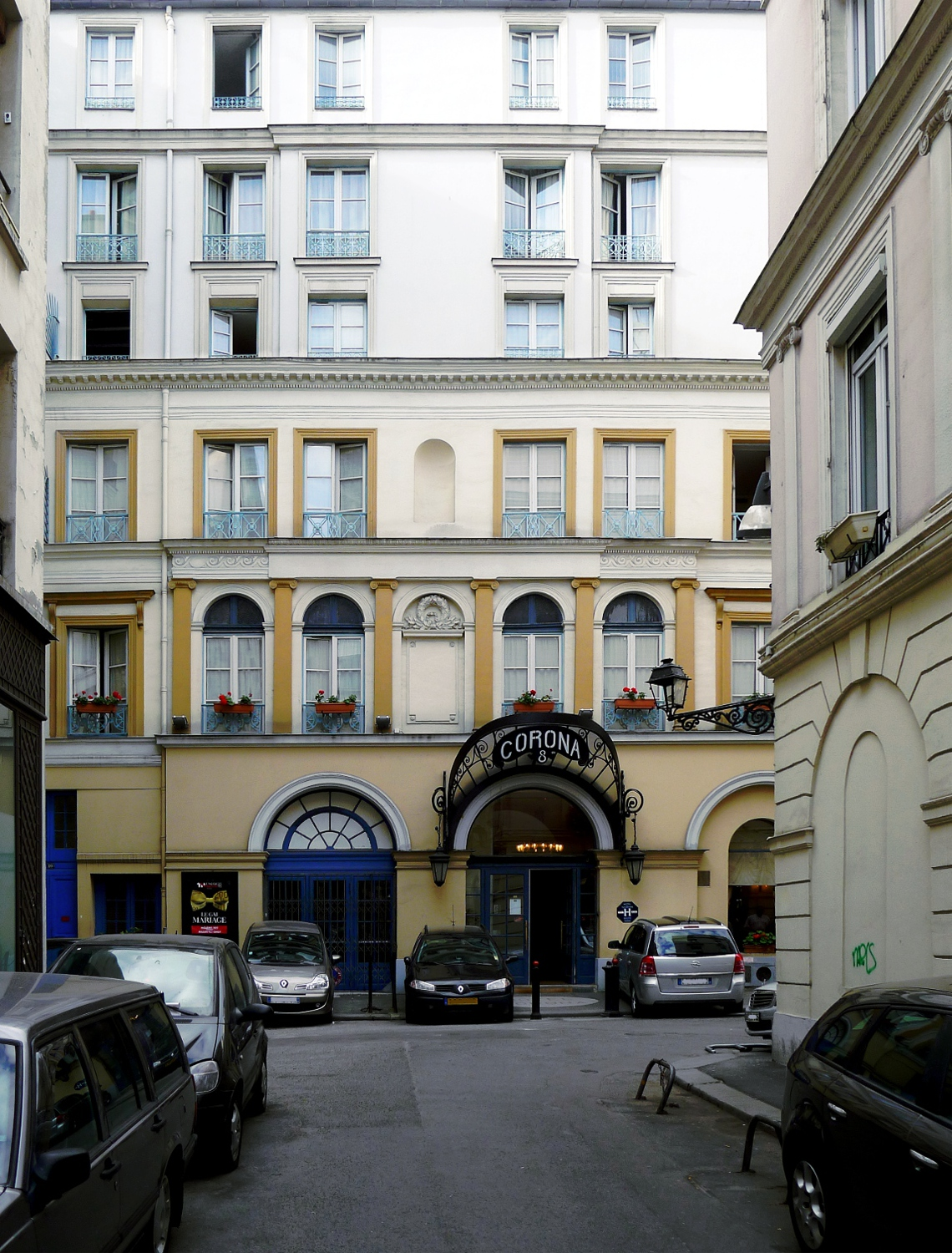
Ruelle, côté rue Bergère.
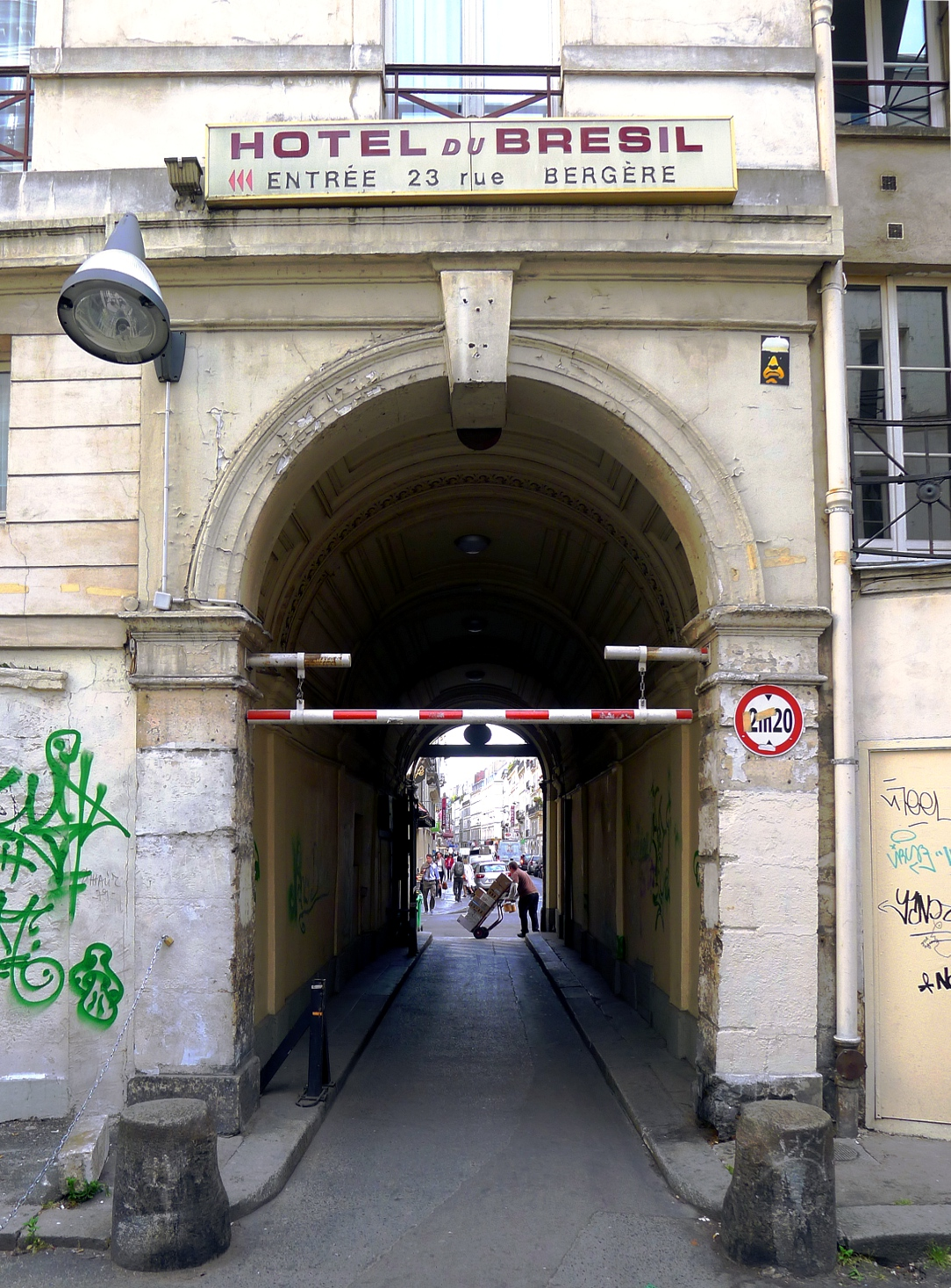
Entrée, côté rue Bergère.

## Origine du nom
Elle porte le nom de Jean Bergier, maître teinturier, à qui l'Hôtel-Dieu avait donné à bail une terre de labour sur le grand chemin de Montmartre, en raison de sa proximité avec la rue éponyme.

## Historique
Construite en 1825 sous le nom de « passage Montmartre », elle prend sa dénomination actuelle en 1842.
Le no 1 accueille l'administration de deux journaux satiriques illustré, Le Petit Caporal de 1876 à 1923 et Le Droit du peuple illustré de 1879 à 1881.
Au no 12 domicile en 1938 de Saoud l'Oranais, violoniste et compositeur de musique arabe-andalouse.